# Una especie de familia
Una especie de familia is een film uit 2017, geregisseerd door Diego Lerman.

## Verhaal
Malena, een arts uit Buenos Aires, reist naar een dorpje op het platteland van Argentinië om de geboorte bij te wonen van een kind dat ze denkt te kunnen adopteren. Wanneer het kind geboren is, wordt ze geconfronteerd met een eis van de familie van de biologische moeder voor $10.000 en een adoptieproces verward met morele en juridische obstakels. Ze vraagt zich continu af hoe ver ze wil gaan om te krijgen wat ze het liefste wil.

## Rolverdeling
| Acteur            | Personage   |
| ----------------- | ----------- |
| Bárbara Lennie    | Malena      |
| Daniel Aráoz      | Dr. Costas  |
| Claudio Tolcachir | Mariano     |
| Yanina Ávila      | Marcela     |
| Paula Cohen       | Dra. Pernía |

## Ontvangst

### Recensies
De Volkskrant tipte de film, en schreef: "Dankzij het intelligente script weet je nooit hoe dit zal aflopen. Eigenlijk weet je niet eens zeker hoe je wílt dat het afloopt (...). Lerman wisselt tussen nerveus handcamerawerk en statische, observerende shots. Zo vol en helder als de kleuren van Una especie de familia vaak zijn, zo troebel, gevat in grijstinten, is de hoofdpersoon." 

### Prijzen en nominaties
De film won 6 prijzen en werd voor 18 andere genomineerd. Een selectie:
| Jaar | Evenement                          | Categorie                     | Genomineerde              | Resultaat   |
| ---- | ---------------------------------- | ----------------------------- | ------------------------- | ----------- |
| 2017 | San Sebastián (65ste editie)       | Gouden Schelp voor beste film | Una especie de familia    | Genomineerd |
| 2017 | San Sebastián (65ste editie)       | Juryprijs voor beste scenario | Diego Lerman, María Meira | Gewonnen    |
| 2017 | Chicago (53ste editie)             | Gouden Hugo voor beste film   | Una especie de familia    | Gewonnen    |
| 2018 | Cóndor de Plata (66ste uitreiking) | Beste film                    | Una especie de familia    | Genomineerd |
| 2018 | Cóndor de Plata (66ste uitreiking) | Beste regisseur               | Diego Lerman              | Genomineerd |
| 2018 | Cóndor de Plata (66ste uitreiking) | Beste actrice                 | Bárbara Lennie            | Genomineerd |
| 2018 | Cóndor de Plata (66ste uitreiking) | Beste mannelijke bijrol       | Daniel Aráoz              | Genomineerd |
| 2018 | Cóndor de Plata (66ste uitreiking) | Beste origineel scenario      | Diego Lerman, María Meira | Gewonnen    |
| 2018 | Cóndor de Plata (66ste uitreiking) | Beste montage                 | Alejandro Brodersohn      | Genomineerd |
| 2018 | Cóndor de Plata (66ste uitreiking) | Beste geluid                  | Leandro de Loredo         | Genomineerd |
| 2018 | Premio Sur (12de uitreiking)       | Beste film                    | Una especie de familia    | Genomineerd |
| 2018 | Premio Sur (12de uitreiking)       | Beste regisseur               | Diego Lerman              | Genomineerd |
| 2018 | Premio Sur (12de uitreiking)       | Beste actrice                 | Bárbara Lennie            | Genomineerd |
| 2018 | Premio Sur (12de uitreiking)       | Beste mannelijke bijrol       | Daniel Aráoz              | Genomineerd |
| 2018 | Premio Sur (12de uitreiking)       | Beste debuterend actrice      | Yanina Ávila              | Gewonnen    |
| 2018 | Premio Sur (12de uitreiking)       | Beste origineel scenario      | Diego Lerman, María Meira | Gewonnen    |
| 2018 | Premio Sur (12de uitreiking)       | Beste camerawerk              | Wojciech Staron           | Genomineerd |
| 2018 | Premio Sur (12de uitreiking)       | Beste montage                 | Alejandro Brodersohn      | Genomineerd |